# Glenea newmannii
Glenea newmannii är en skalbaggsart som beskrevs av Thomson 1879. Glenea newmannii ingår i släktet Glenea och familjen långhorningar.
Artens utbredningsområde är Filippinerna. Inga underarter finns listade i Catalogue of Life.